# NGC 5666
NGC 5666 је спирална галаксија у сазвежђу Волар која се налази на NGC листи објеката дубоког неба.
Деклинација објекта је + 10° 30' 39" а ректасцензија 14h 33m 9,3s. Привидна величина (магнитуда) објекта NGC 5666 износи 12,8 а фотографска магнитуда 13,7. NGC 5666 је још познат и под ознакама UGC 9360, MCG 2-37-23, CGCG 75-66, IRAS 14307+1043, PGC 51995.